# Hillman Avenger
O Avenger foi um modelo compacto fabricado originalmente sob a marca Hillman, marca pertencente ao Grupo Rootes entre 1970 e 1976, e posteriormente montado pela Chrysler Europe entre 1976 e 1981 sob as marcas Chrysler e Talbot.
No Brasil, o Hillman Avenger foi produzido pela Chrysler com nome Dodge 1800 e, posteriormente, como Dodge Polara.